# Camí d'en Kane
El camí d'en Kane és un antic Camí Reial anglès que travessa Menorca de Ciutadella a Maó. Servia per a facilitar la comunicació militar entre el castell de Sant Felip a Maó i la plaça forta de Ciutadella. El camí es diu així perquè es va començar a construir, el març de 1715, durant el període inicial del govern del lloctinent en Richard Kane, durant l'ocupació britànica al segle xviii. Es va fer com a alternativa, més còmoda i ràpida, a l’antic camí reial d’època medieval, tot i que en alguns trams les dues rutes es superposen. Sembla que el traçat es va fer amb la funció secundària de proporcionar accés als mercats al màxim nombre possible de llocs a l'interior de l'illa i també cercant els pendents més suaus del seu recorregut.

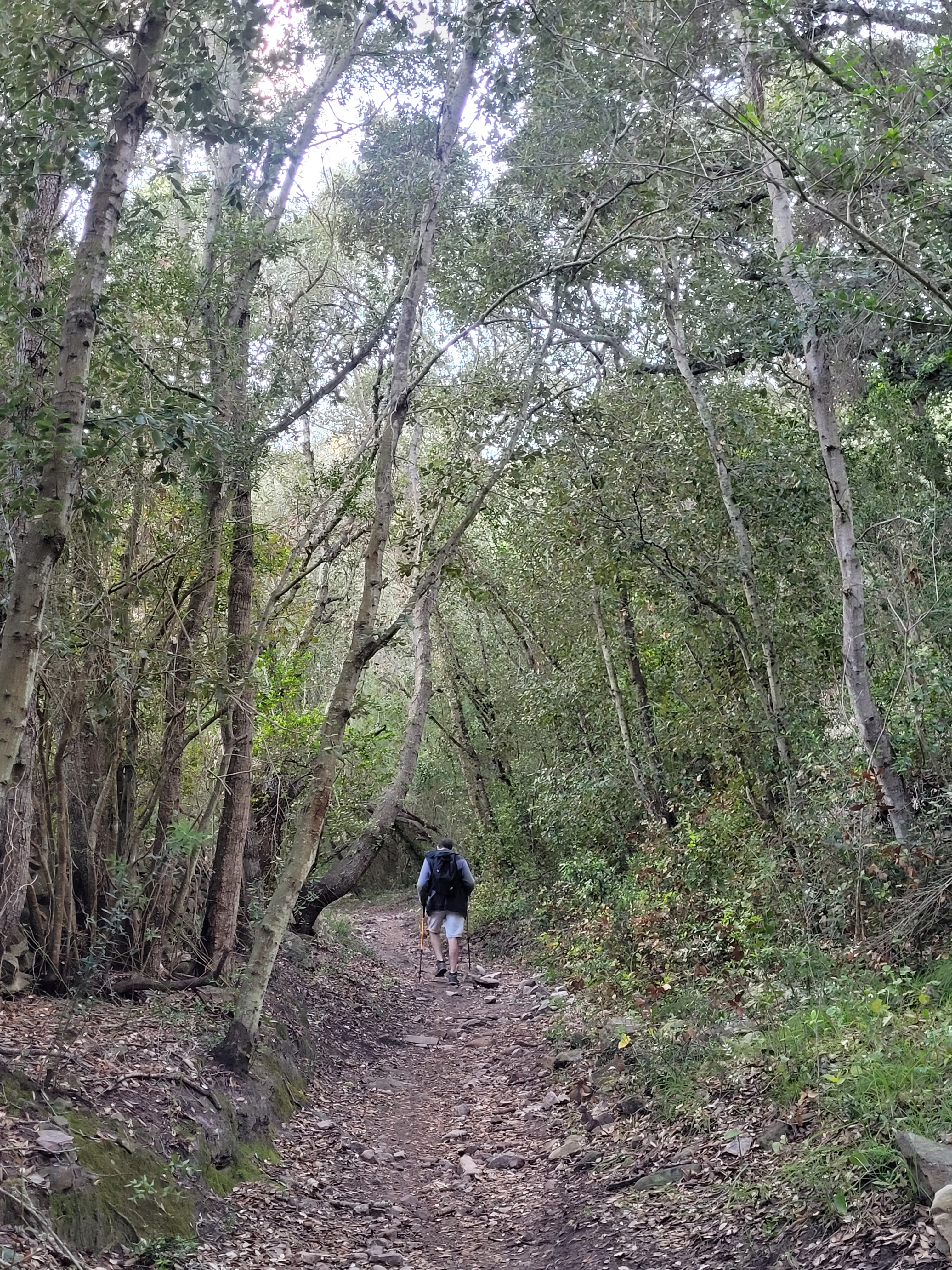
Camí d'en Kane a Binimoti

## Recorregut
Com que la carretera principal de l'illa fa un trajecte similar, però amb condicions molt millors per als automòbils i passant per a tots els municipis, durant un temps aquest camí havia quedat més aviat abandonat i es va pensar fins i tot a suprimir-lo. Però els menorquins es van manifestar per a cuidar i mantenir aquest camí, encara s'utilitza per a anar en bicicleta, a peu o a cavall gaudint de la natura.
Avui des d'Es Mercadal a Maó és una ruta paisatgística. La carretera és un dels passeigs més deliciosos que es puguin fer amb cotxe o bicicleta. El camí actualment és bastant pla, asfaltat (es pot fer en cotxe), d'un o dos carrils segons el tram, senyalitzat i envoltat pels típics murs de pedra menorquins (el nom menorquí és Paret seca) a banda i banda. Es travessa l'illa per l'eix central, passant al costat la muntanya del Toro (de 337m, el punt més alt de l'illa i on es troba el monestir de la seva patrona, la Mare de Déu del Toro), pel cementiri completament blanc als afores d'Alaior i per alguns monuments neolítics, com el sepulcre de ses Roques Llises. El camí compta amb quatre abeuradors per a cavalls, com els típics del segle xviii, en perfecte estat de funcionament. L'excursió a peu entre Maó i Es Mercadal és de vint quilòmetres, no té dificultat tècniques i es fa en unes quatre hores de mitjana.
Tan mateix podem resseguir el seu traçat pels diferents termes municipals en vies de diferent categoria.
Es Castell
Des del Castell de Sant Felip fins el poble d'Es Castell, el camí de titularitat del Consell Insular, Cf-2, camí de sa farola de Maó, fa el mateix  recorregut que el camí d’en Kane. El Cf-2 acaba a la carretera Me-6. El tram en direcció a Es Castell i un altre de la Me-2, que va de Es Castell a Maó estan fets damunt el traçat del vell camí.
Maó
Quan el camí d’en Kane surt del nucli antic de Maó, segueix el mateix traçat que el camí de cavalls fins a la colàrsega del port. Aquí comença la carretera Me-7 de Maó a Fornells, la qual fins el kilòmetre 3,600, a l’alçada de Biniaixa s’hi sobreposa. En aquest punt trobam a l’esquerra, un camí rural asfaltat, el C-64, que manté el nom de camí d’en Kane. Aquest camí va ser reinaugurat el 1986 per en Gabriel Cañellas, president del govern autònom balear, i l'ambaixador britànic Lord Nicholas Gordon Lennox. També hi van assistir en Borja Carreras, alcalde de Maó, i en Tirso Pons, president del Consell Insular.
Alaior.
El camí C-64 entra al terme d’Alaior entre els llocs d’Alcaidús i Alcaidusset. Quan es va construir passava mitja milla al nord del nucli urbà d’Alaior. Pel creixement del nucli urbà, ara és més a prop.
Es Mercadal
El camí entra al terme d'Es Mercadal per terres de Santa Eularieta. Segueix essent el mateix camí rural asfaltat identificat amb el nom de Camí d’en Kane i de titularitat del Consell Insular. Quan arriba al nucli del poble coincideix en recorregut amb la carretera Me-1 des del punt quilomètric 20,500 fins al 21,400. En aquest tram passa a prop del gran aljub començat a fer el 1735 per a subministrar aigua a la meitat del recorregut del camí d’en Kane. Quan el camí surt d'Es Mercadal passa per terres de Llinàritx amb el nom de C-28 fins a  arribar a Calòritx, quan entra al terme de Ferreries pel lloc de Santa Rita. Segueix essent fins aquí un camí rural asfaltat.
Ferreries
El camí entra al terme de Ferreries per terres del lloc de Santa Rita. Aquí el camí és transitable a peu o en velo i no hi ha problemes de pas. En canvi el tram de sa Terra Rotja és tancat al·legant que és de titularitat particular. Els trams dels llocs de Sant Patrici, la Marcona, Binimoti i Binissuès, tenen el pas lliure després de la lluita dels Amics del Camí d’en Kane per a aconseguir que se li reconegués seu caràcter públic. Aquesta entitat, davant la inhibició de les autoritats,  ha assumit les  tasques de neteja i manteniment d’aquests trams, però hi ha algun problema gran, com l’ensulsiada del pont de Binimoti. Aquests trams són aptes per passejar a peu, en velo o a cavall.
Ciutadella
El Camí d’en Kane deixa el terme de Ferreries per terres de Binissués i passa al terme de Ciutadella pel lloc d’Alpútzer Nou. És un tram recte continuació de l’anterior que arriba a la carretera Me-1. Aquesta carretera i el tram del camí d’en Kane a Ciutadella segueixen el traçat de la branca nord del vell camí Reial d’època medieval. I seguint aquest recorregut arriba a Ciutadella.